# Sjostedtiella montana
Sjostedtiella montana là một loài tò vò trong họ Ichneumonidae.